# Escuela Internacional de Mimo Corporal Dramático
La Centro de Teatro Físico MOVEO es un centro de formación y creación situado en Barcelona, Cataluña, que fundada en 2004 por Stephane Levy y sophie Kasser, se especializa en la enseñanza del teatro de gesto y el mimo corporal, constituyéndose así en el eje formativo de la organización MOVEO

## Objetivos
- Formar una nueva generación de actores de teatro de gesto. Ofrecer las herramientas necesarias para que estos actores puedan obtener y aprender los medios físicos y artísticos para fomentar así la realización de proyectos. Todo ello a través de la enseñanza del Mimo Corporal Dramático tal como fue creado por Étienne Decroux y desarrollado por los que, desde más de veinte años, continúan la búsqueda de un nuevo teatro centrado en el actor y su cuerpo como instrumento principal de expresión.
- Enseñar, desarrollar y continuar promoviendo el estudio del mimo corporal dramático y continuar con la difusión del mismo a partir de la formación y la producción de espectáculos.
- Investigar y buscar nuevas pedagogías para el actor de teatro de gesto.
- Crear una formación de base en teatro de gesto y mimo corporal para que el estudiante o el actor pueda integrarse en una compañía profesional (Moveo Teatro) o conseguir que pueda desarrollar sus propios proyectos.

Desde su creación, el centro ha acogido a actores de más de veintisiete países diferentes. Gracias al estudio de una técnica corporal clara, la interpretación de las piezas creadas por Etienne Decroux, sus asistentes o los miembros de Moveo, así como gracias al estudio de diferentes técnicas de improvisación y la creación de espectáculos, los estudiantes aprenden a controlar su espacio escénico y corporal, para que el cuerpo esté al servicio de su imaginación, se sitúe en el centro del drama consiguiendo así que el actor sea el centro de la creación teatral.